# Sandro López
Sandro Luis López Olmos (* 26. října 1967 Rosario) je bývalý argentinský zápasník – judista.

## Sportovní kariéra
S judem začínal v útlém dětství v Rosariu v provincii Santa Fe pod vedením svých rodičů. V argentinské mužské reprezentaci se pohyboval od roku 1986 ve střední váze do 86 kg. V roce 1988 startoval na olympijských hrách v Soulu, kde prohrál v úvodním kole na yuko s Britem Densignem Whitem. V roce 1992 na olympijských hrách v Barceloně prohrál ve druhém kole se Švýcarem Danielem Kistlerem na ippon kontrachvatem o-soto-gaeši. V dalších letech se judu vrcholově nevěnoval.
K aktivní přípravě se vrátil po roce 2005, kdy ho k návratu do reprezentaci přemluvili bývalý kolegové z reprezentace Gustavo Pascualini a Gastón García. V roce 2008 uspěl v argentinské olympijské nominaci v těžké váze nad 100 kg a startoval na olympijských hrách v Pekingu. V 40 letech nestačil v úvodním kole v boji na zemi na Peruánce Carlose Zegarru. Žije v Rosariu a věnuje se trenérské práci.

## Výsledky
| Turnaj                  | 1986         | 1987         | 1988         | 1989         | 1990         | 1991         | 1992         | 1993 | 1994 | 1995 | 1996 | 1997 | 1998 | 1999 | 2000 | 2001 | 2002 | 2003 | 2004 | 2005       | 2006       | 2007       | 2008       |
| Turnaj                  | 19           | 20           | 21           | 22           | 23           | 24           | 25           | 26   | 27   | 28   | 29   | 30   | 31   | 32   | 33   | 34   | 35   | 36   | 37   | 38         | 39         | 40         | 41         |
| Turnaj                  | střední váha | střední váha | střední váha | střední váha | střední váha | střední váha | střední váha |      |      |      |      |      |      |      |      |      |      |      |      | těžká váha | těžká váha | těžká váha | těžká váha |
| ----------------------- | ------------ | ------------ | ------------ | ------------ | ------------ | ------------ | ------------ | ---- | ---- | ---- | ---- | ---- | ---- | ---- | ---- | ---- | ---- | ---- | ---- | ---------- | ---------- | ---------- | ---------- |
| Olympijské hry          |              |              | úč.          |              |              |              | úč.          |      |      |      | —    |      |      |      | —    |      |      |      | —    |            |            |            | úč.        |
| Mistrovství světa       |              | —            |              | —            |              | úč.          |              | —    |      | —    |      | —    |      | —    |      | —    |      | —    |      | —          |            | —          |            |
| Panamerické hry         |              | —            |              |              |              | ?            |              |      |      | —    |      |      |      | —    |      |      |      | —    |      |            |            | —          |            |
| Panamerické mistrovství | —            |              | 1.           |              | 3.           |              | 5.           |      | —    | —    | —    | —    | —    | —    | —    | —    | —    | —    | —    | —          | —          | —          | úč.        |
| Jihoamerické hry        | ?            |              |              |              | ?            |              |              |      | ?    |      |      |      | ?    |      |      |      | —    |      |      |            | —          |            |            |
| MS junirů               | úč.          |              |              |              |              |              |              |      |      |      |      |      |      |      |      |      |      |      |      |            |            |            |            |